# Tuta (okręg Bacău)
Tuta – wieś w Rumunii, w okręgu Bacău, w gminie Târgu Trotuș. W 2011 roku liczyła 1992 mieszkańców.